# Braunschweiger Postanstalten

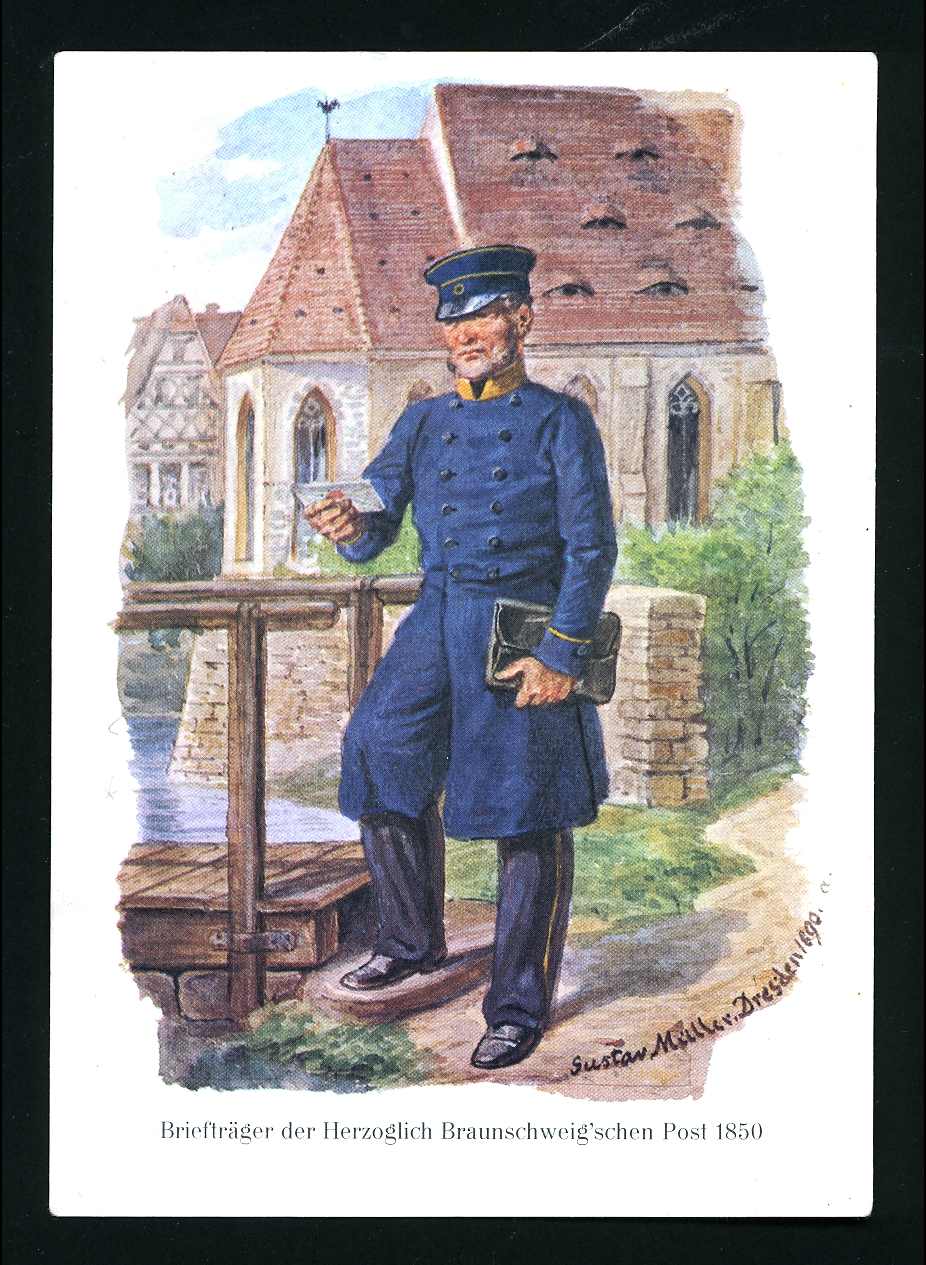
Briefträger der Herzoglich Braunschweig’schen Post von 1850

Der Schwerpunkt dieses Artikels liegt auf der Geschichte und den historischen und aktuellen Standorten der Postanstalten im Gebiet der Stadt Braunschweig. Den innerstädtischen Braunschweigischen Postanstalten folgen die Postanstalten in den eingemeindeten Orten.
Am 1. Januar 1868 wurde die Einrichtung der Oberpostdirektion Braunschweig bekanntgegeben, diese bestand bis 1977.
Briefmarken und Stempel aus Braunschweig sind ein eigenständiger und abgeschlossener Bereich Altdeutschlands innerhalb der Philatelie.

## Die innerstädtischen Braunschweigischen Postanstalten

### Vorbemerkung
Die Geschichte des Herzogtums Braunschweig beginnt 1235: „Über die Neuordnung des ganzen Landes (reformatio tocius terre status) wollte Kaiser Friedrich II. (1194–1250) im Bunde mit den Reichsfürsten im August 1235 auf dem Mainzer Hoftage entscheiden. Ein alter Zwist der Väter sollte auf der feierlichen Zusammenkunft beigelegt, die Aussöhnung zwischen dem staufischen Kaiser und seinem welfischen Verwandten Otto von Lüneburg herbeigeführt werden. Darum begründete der Herrscher im Bund mit den Fürsten das Herzogtum Braunschweig, erhob den neuen Herzog Otto in die Spitzengruppe des Adels und machte ihn zum Reichsfürsten.“
Die historische Quellenlage über die Postgeschichte ist eingeschränkt: „Über die Entstehung der braunschweigischen Posteinrichtungen ist Genaueres nur in geringem Umfange bekannt, da die Postakten, die darüber Auskunft geben können, im Jahre 1808 auf Befehl König Jérôme Bonapartes, der von seinem Bruder Napoleon nach der Schlacht bei Jena zum Regenten des Königreichs Westphalen ernannt worden war, sämtliche an die Generalverwaltung in Kassel abgeliefert werden mussten. Als nach den Befreiungskriegen im Jahre 1814 das Königreich Westphalen wieder aufgelöst wurde und Braunschweig seine Postakten von Kassel zurückforderte, war fast nichts mehr von dem gesamten Aktenmaterial vorhanden. Aus diesem Grunde sind die amtlichen Unterlagen zur Erforschung der braunschweigischen Postgeschichte bis zum Ausgang des 19. Jahrhunderts nur sehr dürftig.“

### Frühe Verkehrswege
Über die frühen Postverbindungen ist sehr wenig bekannt. Es ist aber gewiss, dass es zu jeder Zeit solche Postdienste gegeben haben muss. Auf eine andere Art waren die Verwaltung der Herrschaftsbereiche, der Handel und nicht zuletzt auch eine Kriegsführung nicht möglich.
Eine solche Völkerstraße war zum Beispiel der Hellweg. Er begann am Niederrhein, führte entlang der Mittelgebirge zur Weser, querte bei Hameln den Fluss, ging weiter entlang des Deisters und erreichte die mittlere Elbe. Früh schon bilden sich Abzweigungen. Flüsse waren gute Verbindungen zwischen der Küste und dem Binnenland.
Römer nutzten die Flüsse als Einfallstor nach Germanien, machten Moore passierbar und legten Heerstraßen an. Solche Straßen sind zwischen der Ems bis zur Weser und Elbe nachweisbar. Der Handel übernahm später weitgehend diese Straßen. Von der Ems führt eine solche Straße nach Minden um den Deister nach Peine, Braunschweig bis Magdeburg. Eine weitere führte von der Ems über Verden, Soltau, Uelzen nach Osten.
Händler aus den Donauländern suchten ihren Handel auf den Norden auszuweiten. Alte Straßen zogen sich durch Franken, Thüringen, Sachsen usw. Für das hier beschriebene Gebiet führte eine Straße über Goslar nach Gandersheim, Hildesheim und Hannover nach Celle.
Zur Zeit der Hanse bildeten sich Handelswege zwischen Lübeck entlang der Küste über Hamburg, Bremen bis Lingen an der Ems in die Niederlande. Zwischen Hamburg und Bremen gab es Straßen nach Lüneburg und von da über Minden nach Köln sowie nach Hannover und weiter über Hameln oder Göttingen nach Frankfurt.

#### Erste Boten
Mit wachsendem Handel musste sich ganz selbstverständlich ein Botendienst entwickeln. Es ging auf Dauer nicht an, dass der Kaufmann ausschließlich auf Reisen seine Waren dem besuchten Kunden anbot. Einmal gewonnene Kunden konnten auch durch Boten versorgt werden. Es war weiter sinnvoll, diese Kunden durch Fuhrgeschäfte zu beliefern. Zünfte und Gilden unterhielten eigene Boten. Nicht anders betrieben die Herrscher ihr Botenwesen. Klosterboten wanderten von einem Kloster zum anderen und kehrten manchmal erst nach Jahren zu ihrem Ausgangspunkt zurück.
Die Boten, denen kostbare Waren anvertraut wurden, wurden unter Eid genommen. Langfristig führte das dazu, dass Boten gleich bei der Einstellung unter Eid und Pflicht genommen wurden und dies für alle Besorgungen. Es kamen die Botenmeister und Unternehmer mit mehreren Boten, die Botengänge wirtschaftlicher gestalten konnten. In den größeren Städten wie Braunschweig finden sich schon früh neben den privaten auch landesherrliche Boten.
Die Verwaltung des Herzogtums verlangte einen Botengang, der mit der Zeit auch schon einen geregelten Lauf annahm. Immer aber dienten diese Dienste nur dem Landesherrn, wenn auch gelegentlich private Briefe befördert wurden.
In Preußen wurde eine Route von Küstrin nach Ansbach angelegt. Diese Verbindung hatte Anschluss an die Route von Ansbach über Langensalza und Seesen nach Wolfenbüttel der Residenz des Herzogs von Braunschweig-Wolfenbüttel. In Küstrin, Ansbach und Wolfenbüttel standen ständig Boten bereit die jeweils den ganzen Weg zurücklegten. Von Wolfenbüttel gab es Verbindungen zum Sitz der Welfen der Lüneburg-Cellischen Linie nach Celle. Von Celle aus gab es den Cours Halle–Leipzig, dort traf es auf den Cours Küstrin–Ansbach. Zeitweise gab es einen Cours nach Herzberg zur Residenz der Braunschweig-Lüneburgischen Herzöge des Fürstentums Calenberg. Immer aber waren es Boten, die den ganzen Weg – ohne Ablösung – zurücklegten.

#### Erste geordnete Botengänge
Herzog Heinrich der Jüngere richtete eine von einzelnen, bestimmten Boten besorgte „ordinari Post“ je zweimal wöchentlich nach Ringelheim, Schöningen und Steinbrück ein.
Herzog Julius (1528–1589) erließ 1575 eine große Canzleiordnung, nach der die Boten sofort nach Abfertigung der Briefe abzureisen hätten, ohne erst Privatbriefe einzusammeln. Ohne Wissen des Fürsten durften keine Privatbriefe befördert werden. Sie mussten beim Botenmeister abgegeben sowie die Antworten abgeholt werden. Dem Botenmeister unterstanden die geschworenen und die Beiboten sowie die Postreiter, meist fürstliche Diener. Weniger wichtige Briefe konnten auch den durchreisenden Boten mitgegeben werden. In die nähere Umgebung gingen gewöhnlich Dienstleute der Herrschaft. Der Botenlohn wurde von Botenmeister ausbezahlt, für säumige Bestellung gab es Strafen. Der Lohn berechnete sich nach der Meilenzahl und war durch Taxordnungen festgelegt. Unter Herzog August (der Jüngere 1579–1666) betrug er für 1 Meile Weg innerhalb der Landesgrenzen 3 Mariengroschen (mgr), außerhalb des Landes 4 mgr. War eine Übernachtung unumgänglich, kamen 6 mgr. bzw. 9 mgr. zur Anrechnung. Erhielt er dagegen freie Beköstigung, bekam er nur 4 mgr. Bei nicht pflichtgemäßer Ausführung seines Dienstes erhielt der Bote einen gekürzten Lohn. Unterschlagungen zwischen 50 und 100 Taler wurden „mit Staupen slagen und ewiger Verweisung“ geahndet, bei einer Unterschlagung über 100 Taler sollte er „mit dem Strange vom Leben zum Tode gerichtet werden“.
Zur Zeit der Hanse wurde das Botenwesen immer weiter ausgebaut. Das Herzogtum fand von Anfang des 14. bis zur Mitte des 17. Jahrhunderts mit dem Course Nürnberg über Braunschweig, Celle nach Hamburg Anschluss an die große Welt. Für einen Centner Fracht nach Nürnberg waren 8 Taler Frachtlohn zu zahlen. Ein Reisender zahlte von Nürnberg bis Hamburg, einschließlich der Wegzehrung, 20 Taler.
Mitte des 17. Jahrhunderts richteten die Landesfürsten ihr Landespostwesen ein, mit dem Ergebnis, dass nun die privaten Botenlinien zugunsten der neuen Anstalten unterdrückt wurden. Nur der Hamburg-Nürnberger Cours konnte sich, auf Grund seines alten Bestandes, bis ins 18. Jahrhundert halten.
Es bildete sich heraus, dass Boten und Fuhrleute in bestimmten Herbergen einkehrten. Der Wirt vermittelte dann auch wohl schon die Mitnahme von Post durch andere. Benachbarte Städte teilten sich die Kosten für Boten. So bot Hildesheim den Braunschweigern die Mitbenutzung einer Verbindung des Erzbischofs von Köln, der gleichzeitig Bischof in Hildesheim war, nach Köln über Paderborn an.
Besonders umfangreich waren die Verbindungen während des Dreißigjährigen Krieges. Einen geregelten Postenlauf, eine sogenannte Feldpost, richteten die Schweden im nördlichen und mittleren Deutschland ein. Andere Truppen werden ebenso gehandelt haben.
In Braunschweig-Lüneburg hatte Herzog Georg (1582–1641) 1636 eine Verbindung von seiner Residenz Hildesheim zu seinem Bruder in Celle. In Burgdorf waren zwei Soldaten stationiert, die die ankommenden Sachen nach Celle oder nach Hildesheim beförderten.
Über das Boten- und Frachtgutwesen des Mittelalters ist bis jetzt nur sehr wenig erschienen. Eine lohnende Aufgabe für Historiker.

#### Erste regelmäßige, allgemein zugängliche Postanstalten
Die Entwicklung des Postaufkommens, befördert durch Erfindungen und Entdeckungen, förderte eine Weiterentwicklung des Postwesens.
Die ersten, die dies erkannten und praktizierten war die italienische Kurierfamilie der Taxis (eigentlich Tasso). Seit dem 15. Jahrhundert boten sie Kurierdienste in Italien an. Zuerst nur aus politischen Gründen betrieben, wurde das „Briefverkehrsinstitut“ wirtschaftlich umgestaltet. Der römisch-deutsche König und spätere Kaiser Maximilian I. (1459–1519) veranlasste Janetto, Franz und Johann Baptista von Taxis den Kurierdienst in seinen Erblanden zu übernehmen. Janetto von Taxis organisierte und betrieb während der Auseinandersetzungen Maximilians mit Ungarn den Kurierdienst zwischen Innsbruck und Linz, zwischen Residenz und Aufenthaltsort des Kaisers. Zur gleichen Zeit, seit 1490, bestand der niederländische Cours zwischen Innsbruck und Mechelen sowie mit dem französischen und spanischen Hofe. Feste Routen gab es noch nicht. Mit dem Wechsel der jeweiligen Hofhaltung wechselten auch die Endpunkte der Linien. Diese Einrichtung hatte letztendlich keinen Bestand.
Kaiser Rudolf II (1552–1612) ernannte 1595 Leonhard I. von Taxis zum Generalpostmeister im Deutschen Reich und erklärte eigenmächtig ohne Zustimmung der Reichsfürsten das Postwesen zum Kaiserlichen Regal. Der im Amt folgende Sohn Lamoral von Taxis erhielt das Postwesen 1615 als Erblehen übertragen, das von Kaiser Ferdinand II. (1578–1637) auch auf weibliche Linie ausgedehnt wurde.
- Im Handwörterbuch des Postwesens 1927, S. 421 wird der Begriff Post wie folgt definiert: „Post ist eine dem Gemeinwohl bestimmte, dauernde staatlich Anstalt zur Beförderung von Personen, Nachrichten und Kleingütern sowie zur Abwicklung von Geldverkehr und Urkundengeschäften, die ihre Einrichtung jedermann gegen verordnete Benutzungsbedingungen, nach bestimmten Verkehrsplänen und unter Verwendung aller zur Beschleunigung des Betriebes dienenden Verkehrsmittel zur Verfügung stellt.“

## Die Post kommt nach Braunschweig

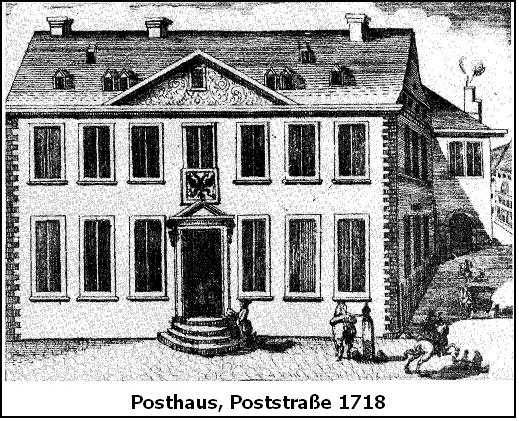
Braunschweigisches Posthaus um 1718

Briefinhalt von 1686

Herzog Julius (1528–1589) erließ im Jahre 1535 die erste Kanzleiordnung und regelte darin auch das Botenwesen. Das war der Beginn der Landespost, die nach dem Muster der Taxischen Post errichtet wurde.
Herzog Heinrich Julius von Braunschweig (1564–1613) hatte 1570 mit dem Kurfürsten von Sachsen (1526–1586) eine Postverbindung von Wolfenbüttel über Halberstadt nach Leipzig und Dresden vereinbart. Die Tochter Augusts von Sachsen, Dorothea (1563–1587) war mit Heinrich Julius von Braunschweig-Wolfenbüttel (1528–1589) verheiratet.

Briefe von 1779

Briefe von 1795

Seit dem 28. Mai 1589 ging von Wolfenbüttel über Seesen, Herzberg, Gotha, Coburg, Bamberg eine Post nach Ansbach, wo die Tochter Sophie von Braunschweig (1563–1639) mit Georg Friedrich dem Älteren von Brandenburg-Ansbach verheiratet war. Zudem bestand eine Postverbindung mit Kassel.
Der Rat der Stadt Braunschweig richtete im Jahre 1651 im Altstadtrathaus eine Art „Poststelle“ ein. Vier Botenherren hatten die Stadt-(Rats-)boten abzufertigen. In der Bestallung heißt es: „… damit nun hinfürder ein Jeder wissen mach, wohin er die Brieue und wass sonst ein Jeder mit zu geben, abgeben und wider zu entfangen weiß ….“
Die Verwaltung und der Ausbau der Post wurde laut Verordnung vom 13. April 1659 den Postmeistern Rütger Hinüber in Hildesheim und Hilmar Deichmann in Braunschweig übertragen. Postmeister Deichmann in Braunschweig übernahm die Postkurse: Braunschweig–Celle–Lüneburg–Hamburg, von Celle–Nienburg–Verden, sowie Braunschweig–Wolfenbüttel–Goslar–Osterode und weiter in den Harz und Braunschweig–Helmstedt–Magdeburg und zusätzlich Braunschweig–Halberstadt.
Neben dieser braunschweigischen Landespost gab es damals die Thurn und Taxisschen Post. Weitere Posten, die ihren Weg durch Braunschweig nahmen und hier auch abgefertigt wurden, waren die Hamburg-Nürnbergische Post, die ebenfalls im Altstadtrathaus verkehrte, dann die Kurbrandenburgische Post die hier von 1649 bis 1682 bestand und im Hause ihres Postmeisters Caspar Pröven am Südklint 5 abgefertigt wurde und schließlich die sogenannte braunschweigische Küchenpost, die „Hochfürstlich Braunschweig-Lüneburgische Post“.

### Thurn und Taxis

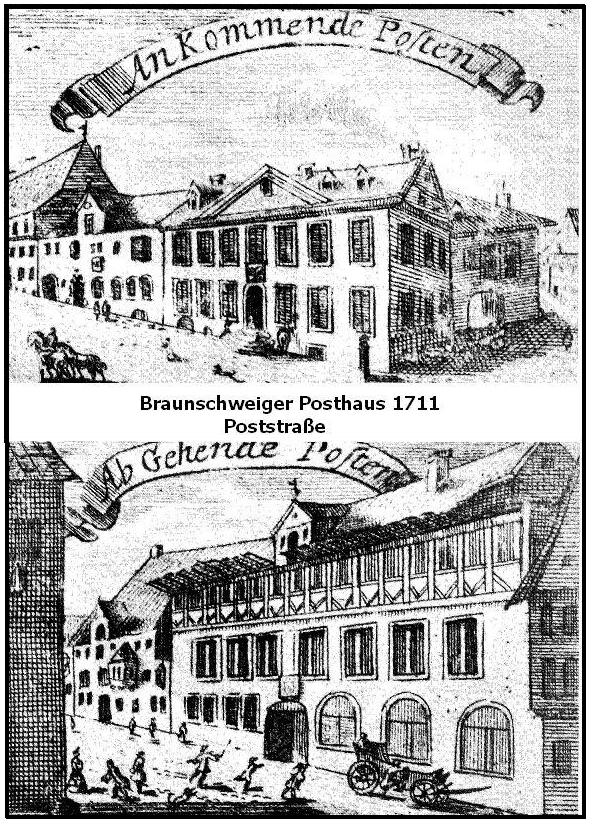
Taxissches Posthaus um 1711

Die von den Taxis betriebene Kaiserliche Reichspost kam im Jahre 1616 nach Braunschweig. Sie lieferte die für Braunschweig bestimmte Post ab und nahm die für die Beförderung bestimmte Post in Empfang. Sie hatte nicht das Recht, innerhalb des Landes Braunschweig Post einzusammeln oder auszutragen. Die Abfertigung der Taxis’schen Reitpost wurde seit 1645 im Hause des Postmeisters Kluge in der Breiten Straße 2 vorgenommen. 1693 übernahm der Intendant und Drost Peter von Lautensack die Taxis’sche Post und verlegte das Postamt in sein Grundstück Poststraße 7 (heute Karstadt Einrichtungshaus).

Postschein

Die Herzöge von Braunschweig setzten dieser fremden Post zwar keinen Widerstand entgegen, andererseits aber haben die Braunschweiger Fürsten nie ihre ausdrückliche Erlaubnis zur Anlegung Taxis’scher Postlinien durch das Land Braunschweig gegeben. Stets vertraten sie den Standpunkt, dass die Posthoheit ein landesfürstliches Recht sei. Die Fürsten erkannten aber auch, dass gute und viele Postverbindungen dem Handel und Verkehr nur förderlich sein können.
Langjährige Streitigkeiten zwischen den Taxis’schen Posten und der Landespost führten im Juni 1790 dazu, das Herzog Karl Wilhelm Ferdinand den Fürsten von Thurn und Taxis ersuchte, seine im Lande Braunschweig bestehenden Postanstalten und Postlinien aufzuheben oder aber zu schließen. Der Taxis’sche Postmeister von Münchhausen schloss sein Postamt in der Breiten Straße nicht. In aller Frühe des 2. Juli 1790 fanden sich der Gerichtsverwalter Wilmerding, ein Schlossermeister und seine Gesellen vor dem Posthaus ein. Trotz heftiger Proteste des Postmeisters von Münchhausen wurden die Postschilder abgenommen und damit das Taxis’sche Postamt geschlossen.
Die nach dem 2. Juli 1790 ankommenden Taxis’schen Reitposten wurden an den Toren der Stadt angehalten und zum Hofpostamt in der Poststraße geführt. Dort hatten sie dann die Felleisen mit den Briefschaften abzugeben.
| Thurn und Taxissche Post (Amt in Braunschweig von 1645 bis 1790) |                                    | |
| Datum                                                            | Standort                           | Leiter                                                                                               |
| 1645–1693                                                        | Breite Straße 2 (Ass. 771)         | 1645 Johann Kluge, 1660 Hilmar Deichmann, 1665 Diedrich Schünemann, 1680 Hilmar Deichmann.           |
| 1693–1748                                                        | Poststraße 7 (Kohlmarkt, Ass. 300) | 1693 Johann Peter von Lautensack, 1719 Ludolf August von Lautensack, 1735 Ferdinand von Münchhausen. |
| 1748–1790                                                        | Breite Straße 19 (Ass. 882)        | 1763 Jacob Ulrich Henneberg, 1780 Franz Carl von Münchhausen.                                        |
| 1790                                                             | geschlossen                        | |

### Küchenpost

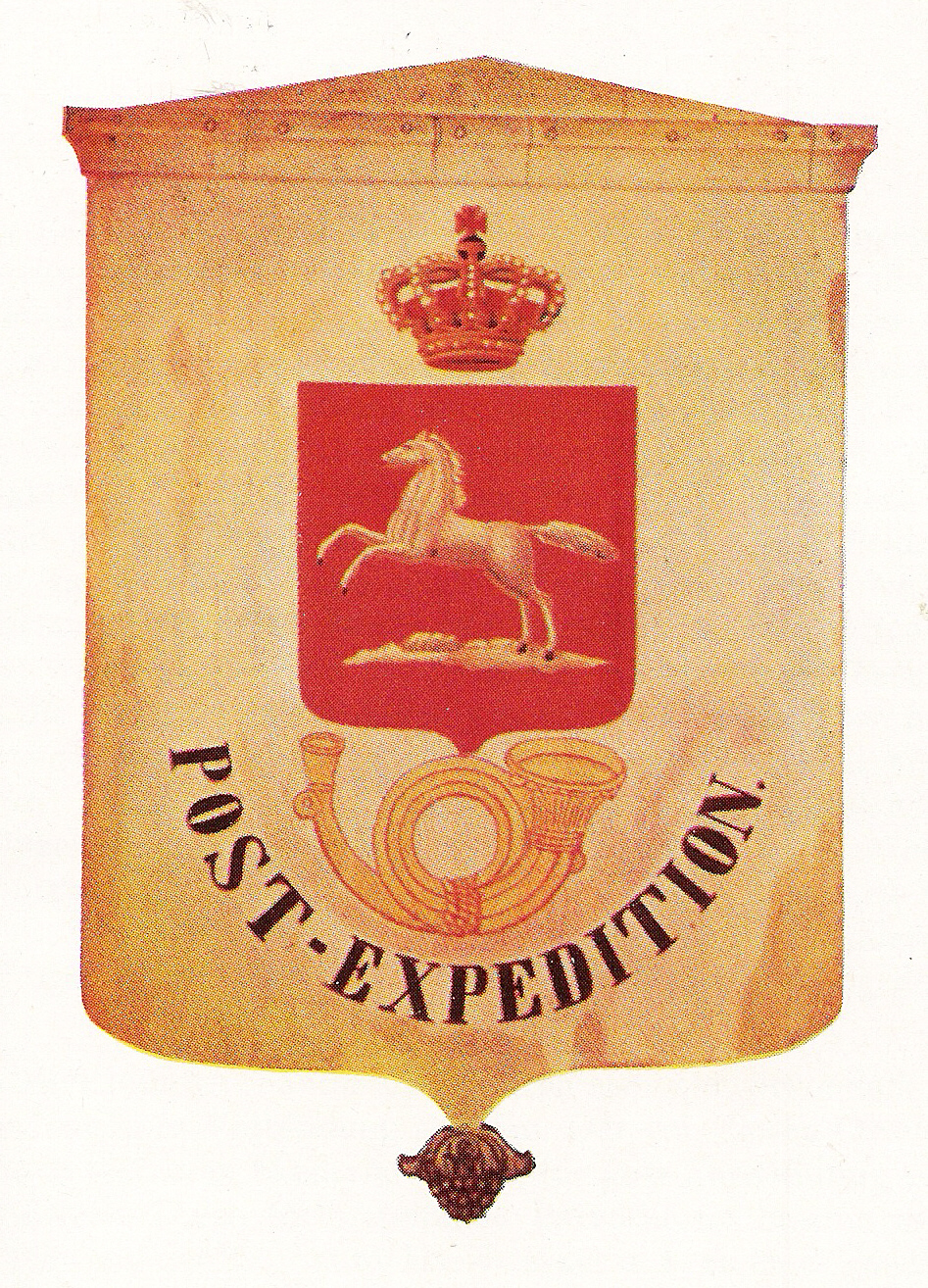
Postschild einer Postexpedition

Die Hamburg-Nürnbergische Botenpost ging 1706 in die Küchenpost mit auf. Herzog Anton Ulrich erteilte in diesem Jahre dem Postkammerschreiber Heinrich Georg Henneberg den Auftrag zwischen Braunschweig und Hamburg eine Fahrpost der Fürstlichen Landespost einzurichten. Man bezeichnete sie als Küchenpost, da sie zur Versorgung des Hofes mit Produkten des Hamburger Marktes, wie Fisch und Importgüter, beitragen sollte. Die Verwaltung und Abfertigung der Post befand sich am Anfang im Altstadtrathaus und seit 1712 im Hause des Postkammerschreiber Heinrich Georg Henneberg, in der Gördelingerstraße 44. Später war dort die Polizeidirektion und noch später die Firma Pfeiffer & Schmidt.
Durch einen Vertrag mit dem Geheimen Sekretär Heyland vom 29. August 1717 wurde die Küchenpost bis zur Hofhaltung des Herzog Ludwig Rudolf in Blankenburg durchgeführt.
Als Heinrich Georg Henneberg am 19. Dezember 1717 starb, übernahm die Witwe die Amtsgeschäfte.

Hochfürstlicher Postschein

Bis Ende März 1732 war diese Küchenpost ein Privatunternehmen der Hennebergs und des preußischen Post-Kommissars Wolff in Hamburg. Danach wurde sie in eine Fürstliche Küchenpost umgewandelt. Die Post zog nun in die Breite Straße 19 (heute Schule) um. Es war durch ein großes Schild mit dem Herzoglichen Wappen kenntlich gemacht. Das Botenwesen der Stadt musste nun allmählich der Landespost weichen.
In Hamburg wurde im Hause der Großen Johannesstraße 10 ein Fürstlich Braunschweigisches Postamt eingerichtet und dem Postkommissar Borgaest unterstellt. Dies Postamt wurde erst 1838 aufgehoben.
Thurn und Taxis führte seine Reitpost, mehr war nicht verlaubt, vom Kohlmarkt aus durch. Das Grundstück war dafür zu groß. Das Fürstliche Postamt weitete sich aber an der Breiten Straße immer mehr aus, es fehlte Platz. Die Taxische Post verkaufte daher 1748 sein Grundstück an die Fürstliche Landespost, die bis 1835 dort blieb. Die heute Poststraße wurde früher als zum Kohlmarkt gehörig betrachtet. Die taxissche Post wurde von der Breiten Straße 2 aus weitergeführt.
| Fürstliches Hof Post Amt | Fürstliches Hof Post Amt                | Fürstliches Hof Post Amt |
| Datum                    | Standort                                | Leiter |
| ------------------------ | --------------------------------------- | --- |
| 1706–1712                | Altstadtrathaus                         | 1706–1717 Postkammerschreiber Heinrich Georg Henneberg, Gründer der „Küchenpost“. |
| 1712–1722                | Gördelingerstraße Nr. 44 (Ass. 86)      | 1717–1722 Regina Margaretha Henneberg, geb. Vasel, Witwe des H. G. Henneberg; Agentin der Landespost bis 1719, dann Agentin der „Küchenpost“. 1722–1732 General-Erb-Postmeister Ernst August von Platen, dieser pachtete die Küchenpost am 2. April 1722. |
| 1720–1748                | Breite Straße Nr. 19 (Ass. 882)         | 1732–1763 August Jacob Ulrich Henneberg, Sohn von H. G. Henneberg, Agent der „Küchenpost“ später der Communion-Post. |
| 1748–1835                | Kohlmarkt (Ass. 300) heute Poststraße 7 | 1763–1776 Sophie Louise Henriette Henneberg, geb. Sellschopp, Witwe von A. J. U. Henneberg, Agentin der Communion–Post. 1776–1808 Georg Conrad Albert Henneberg, Sohn von A. J. U. Henneberg, Kontrolleur der fahrenden Post im Kgr. Westphalen. 1808–1814 Ernst Henneberg, Sohn von G. C. A. Henneberg. 1808 Kgl. Westphälischer Postkontrolleur 1814 Postdirektor in Hamburg 1837/51 Postdirektor in Helmstedt 1814–1822 Johann Philipp August Henneberg, Sohn von A. J. U. Henneberg 1797 Postmeister und Agent in Hamburg 1814 Postdirektor in Braunschweig, Leiter der Communion – Post 1822–1828 Carl Henneberg, Vetter von Ernst Henneberg, prov. Chef des braunschweigischen Postwesens von 1822 bis 1828. 1828–1831 August Henneberg, Vetter von Carl Henneberg. 1811 Kgl. Westphälischer Postkontrolleur 1814 Feldpostmeister, prov. Chef des braunschweigischen Postwesens von 1828 bis 1831. 1832–1844 Postdirektor Carl Ernst Albrecht Salzenberg |
| 1735–1867                | Poststraße 7                            | 1849 Postdirektor Friedrich Karl August Rippentrop 1851 Theodor Niemeier 1867 Wilhelm Hermes |
| 1843, 15. September      | 1. Bahnhof                              | Postexpedition |
| 1845, 18. November       | 2. Bahnhof                              | 1851 Ferdinand Albrecht 1855 Carl Raabe 1856 Ferdinand Albrecht 1865 Carl (I) Niemeyer |

### Königlich Westfälische Post

1808, Westfälischer Postschein

Am 11. Februar 1808 unterstellte König Jerome die gesamten Posten seines Königreiches einer „Generalverwaltung der Posten. Relais und Boten“ in Kassel seiner Hauptstadt. In dieser Zeit erhielten die Postanstalten einen Poststempel.
Nach den Befreiungskriegen 1812/13 endete die napoleonische Besatzungszeit.

### Braunschweigische Landespost
Das ganze Gebiet zwischen dem Leuenturm (Ecke Kohlmarkt/Hutfiltern) und dem Gewandhause wurde früher dem Kohlmarkt zugeordnet. Den Namen „Poststraße“ erhielt die Straße um 1850.

1814, Fürstlicher Postschein

1831, Hs. Gräflicher Postschein

1881, nachdem das alte Postgebäude verlassen worden war, kaufte es der Kommerzienrat W. Götte von der Post um es der Stadt zum Abbruch zu überlassen. Dadurch entstand die heutige Brabantstraße.
Das alte Postgebäude in der Poststraße erstreckte sich über das Grundstück des heutigen Einrichtungshauses und, über die heutige Brabantstraße hinaus, bis zu den Häusern der Garküche. Diese Häuser verschwanden 1911 beim Neubau der Handelskammer. Es gab eine schmale Durchfahrt zu den Ställen und Wagenschuppen, die auch von der Steinstraße her erreicht werden konnten.
Am 1. Dezember 1838 wurde die erste Staatseisenbahn zwischen Braunschweig und Wolfenbüttel in Betrieb genommen. Der erste Bahnhof, sowie die darin eingerichtete Poststelle, waren für den zunehmenden Verkehr nicht ausreichend. Der Bau eines zweiten Bahnhofs (Alter Bahnhof) begann 1843 auf dem gleichen Gelände und schon im November 1845 konnte die Postexpedition im Westflügel des neuen Bahngebäudes einziehen.
Unter der Leitung des Finanzrates von Amsberg wurden Eisenbahn und Post von 1850 bis 1867 zu einer Behörde mit der Bezeichnung „Herzogliche Eisenbahn- und Postdirektion“ vereinigt.
Mit dem Beitritt des Herzogtums Braunschweig zum Norddeutschen Bund im Jahre 1868 erfolgte am 1. Januar 1868 die Einrichtung der Oberpostdirektion Braunschweig.
Nach der Verkündung des Kaiserreiches im Jahre 1871 entstand die „Kaiserliche Deutsche Reichspost“. Ihre Tätigkeit begann am 4. Mai 1871, dem Tag der Inkrafttretung der Verfassung des Deutschen Reiches.

### Deutsche Reichspost 1871

1849 Herzogliches Postformular

1875 Postformular der Reichspost

Die Deutsche Reichspost führte mit Amtsblatt 3 vom 23. Mai 1871 am 16. April 1871 die folgende Klasseneinteilung für ihre Postanstalten ein: Postamt, Postverwaltung, Postexpeditionen, Postagenturen.
In der Stadt Braunschweig befanden sich im Jahre 1871 das Kaiserliche Postamt in der Poststraße (heute Karstadt-Einrichtungshaus), die Postexpedition im Bahnhof und die Postagenturen im Hause Fallersleber Straße 27 bei Hermann Salge, Kolonial- und Materialwarenhandlung und Destillation sowie im Hause Alte Waage 21 bei Friedrich Holzberg, Materialwarenhandlung.
Durch die Verfügungen der Reichspost-Verwaltung vom 13. Februar und vom 22. Mai 1875 wurden zum 1. Juli desselben Jahres die ersten Normstempel und damit die Postanstalts-Ziffern eingeführt. „An Orten, wo selbst zwei oder mehrere Postanstalten bestehen, sollen diese Postanstalten in den Stempeln … lediglich dadurch unterschieden werden, dass dem Ortsnamen eine Zahl in arabischer Form hinzugefügt wird. Die Hauptpostanstalten erhalten überall die Zahl 1, etwa sonst noch bestehende Poststellen, welche ihren Betrieb auf den ganzen Ort ausdehnen, werden mit den nächstfolgenden Zahlen, und die übrigen Stadt- und Bahnhofs-Postanstalten in weiter fortlaufender Nummernfolge bezeichnet.“
Das Postamt in der Poststraße wurde „Braunschweig 1“ und die Postexpedition am Bahnhof wurde „Braunschweig 2“. Die Postagenturen bekamen die Nummern 3 und 4. Im Bereich der OPD Braunschweig gab es dann nur noch in Göttingen eine solche Unterscheidung zwischen dem Postamt „Göttingen 1“ und der Stadtpostagentur „Göttingen 2“.
Bei der Verschmelzung von Post und Telegraphie am 1. Januar 1876 wurden neue Bezeichnungen für die Postanstalten vorgeschlagen und am 8. Januar 1876 eingeführt. Es gab nun drei Klassen von Postämtern. Die Bezeichnungen Postverwaltung und Postexpedition fielen weg. Die Postagenturen behielten ihre Bezeichnung.
Das Postamt 1 in der Poststraße war nach über 130 Jahren den Anforderungen des stetig steigenden Postverkehrs nicht mehr gewachsen. Als im Jahre 1876 die spätere Friedrich-Wilhelm-Straße als Verbindung zwischen Bahnhof und der Münzstraße gebaut wurde, erwarb die Reichspost für 140.000 Mark ein Grundstück für einen größeren Neubau nach Planung August Kind der Bauabteilung im Reichspostamt, mit dem im Mai 1878 begonnen wurde. Am 29. März 1881 wurde das neue Reichpostgebäude, in dem dann das Postamt 1 untergebracht war, in der Friedrich-Wilhelm-Straße 3 seiner Bestimmung übergeben.
Die Eröffnung fand ohne den General Postmeister Stephan statt. Stephan war zwar angereist, er weigerte sich aber durch einen „Nebeneingang“ die Post zu betreten, da der Eingang nicht symmetrisch angeordnet ist.
| Postamt 1 Hauptpostamt (Poststraße 7 – Friedrich-Wilhelm Straße 3 – Berliner Platz) |                            | |
| Datum                                                                               | Standort                   | Bemerkung |
| 1871                                                                                | Poststraße 7               | |
| 1875, 1. Juli                                                                       | Poststraße 7               | Lietz, Postdirektor |
| 1881, 29. März                                                                      | Friedrich-Wilhelm-Straße 3 | Postdirektor Lietz 1891 Kuhlmann 1913 Oberpostdirektor Gaus 1. Februar 1931 Oberpostrat Möhle 9. Dezember 1936 Dr. Evenius 1. September 1939 Dr. Deinhart 1. Dezember 1945 Dr. Stange 2. März 1947 Oberpostamtmann Heil 20. November 1950 Oberpostrat Dr. Hoffmann 1. August 1952 Postrat Stute 10. November 1952 Postamtmann Bendler 12. Februar 1953 Oberpostdirektor Dr. Seefelder 1. Mai 1953 Dr. Metz 1958 Haase |
| 1966, 14. November                                                                  | Berliner Platz 13          | 1. Dezember 1970 Oberpostdirektor Dr. Dony April 1986 Ltd. Oberpostdirektor Klaus Keller |
| 1986, 18. Juni                                                                      | Berliner Platz 13          | vorübergehende Auslagerung wegen Neu- und Umbau Berliner Platz 1 (Ring Center) Briefannahme – und Briefausgabedienst |

| Postamt 31 – Friedrich Wilhelm Straße 3 |                            | |
| Nachdem das Hauptpostamt an den Bahnhof, zum Berliner Platz 13 verlegt worden war, verblieb die Posteinrichtung in der Friedrich Wilhelm Straße als Postamt 31 erhalten |                            | |
| Datum | Standort                   | Bemerkungen |
| 1966, 14. November | Friedrich Wilhelm Straße 3 | Walter Kraschewsky 5. März 1966 Hans Gärtner 25. Februar 1969 Günter Krege Helmut Fatthauer 1. Januar 1979 Manfred Diebel 1. August 1981 Hans Kuhn 1. Januar 1984 Werner Springer |

| Postamt 2 (Bahnpostamt – jeweils im Bahnhof) | |
| Nach der Einführung der Eisenbahn und nach Inbetriebnahme des Bahnhofsgebäudes wurde im November 1845 im Westflügel ein Bahnpostamt eingerichtet, nachdem ein solches schon seit dem 15. September 1843 im ersten Bahnhofsgebäude bestanden hatte | |
| Datum | Bemerkung |
| 1838, 1. Dezember | Eröffnung der ersten Staatsbahn Braunschweig – Wolfenbüttel                                                              |
| 1843, 15. September | Postexpedition, noch im ersten alten Bahnhof                                                                             |
| 1845, 15. November | Postexpedition im neuen Bahnhof – 1851 Ferdinand Albrecht 1855 Carl Raabe 1856 Ferdinand Albrecht 1865 Carl (I) Niemeyer |
| 1875, 1. Juli | Postamt II.Klasse |
| 1944, März | ausgebombt, kein Betrieb                                                                                                 |
| 1944, 15. Oktober | behelfsmäßige Anlage in Schutt und Asche                                                                                 |
| 1945, 18. Juni | Postdienst wieder aufgenommen                                                                                            |
| 1946, 24. November | Poststelle II, beim PA 1, selbständige Bahnhofsdienststelle                                                              |
| 1962, 3. Mai | Berliner Platz 13 (Neuer Bahnhof)                                                                                        |
| 1966, 14. November | dem Hauptpostamt zugeschlagen                                                                                            |

| Postamt 3 (Fallersleberstraße 5 – Wendenstraße)                                                                               |                      |                                         |
| Datum | Standort             | Bemerkung                               |
| 1871 | Alte Waage 21        | Postagentur Friedrich Holzberg, Händler |
| 1871 | Fallesleberstraße 27 | Postagentur, Hermann Salge, Händler     |
| Am 16. Oktober 1879 wurden die beiden Postagenturen geschlossen und dafür in der Fallersleber Straße 5 das Postamt 3 eröffnet |                      |                                         |
| 1879, 16. Oktober | Fallersleberstraße 5 | Postamt 3                               |
| 1890, 15. Dezember | Wendenstraße 32      | Postamt 3                               |
| 1935, 15. Dezember | Wendenstraße 36      | Poststelle II                           |
| 1944, 15. Dezember | Wendenstraße 32      | Bombengeschädigt, kein Betrieb          |
| 1946, 15. Oktober | Wendenstraße 36      | Neueröffnung                            |
| 1953, 14. Dezember | Wendenstraße 36      | Postamt 3                               |
| 1966, 14. November | Wendenstraße 36      | Postamt 33                              |
| 1993, 15. Oktober | Geschlossen          |                                         |

Doch schon in den neunziger Jahren genügte auch dem Hauptpostamt nicht mehr den betrieblichen Anforderungen. Es wurde ein Nachbargrundstück gekauft und ein Seitenflügel aufgestockt. 1904 kaufte man weitere Grundstücke am Kattreppeln und am Johannishof. Bis zum Jahre 1912 wurden drei weitere Zweig-Postämter in der Helmstedter Straße, in der Celler Straße und am Hagenring eingerichtet und eröffnet.
| Postamt 4 (Helmstedter Straße)                                  |                        |                                        |
| Datum                                                           | Standort               | Bemerkung                              |
| 1891, 1. November                                               | Helmstedter Straße 79  | Hoffmann                               |
| 1898                                                            | Helmstedter Straße 111 |                                        |
| 1935                                                            | Helmstedter Straße 167 |                                        |
| 1944, 15. Oktober                                               | Helmstedter Straße 167 | Bombengeschädigt, kein Betrieb möglich |
| Vorübergehend war die Postannahmestelle in der Memeler Straße 1 |                        |                                        |
| 1946, 1. September                                              | Memeler Straße 1       | Postannahmestelle „Braunschweig 1 H“   |
| 1946, 15. Oktober                                               | geschlossen            |                                        |
| 1946, 2. Dezember                                               | Helmstedter Straße 167 |                                        |
| 1966, 14. November                                              | Helmstedter Straße 167 | Postamt 34                             |
| 1968, 13. Januar                                                | Helmstedter Straße 167 | 3300 Geschlossen                       |

| Postamt 5 (Celler Straße 87) |                   |                                        |
| Datum                        | Standort          | Bemerkung                              |
| 1891, 1. November            | Celler Straße 87  |                                        |
| 1910                         | Celler Straße 125 |                                        |
| 1944, 15. Oktober            | Celler Straße 125 | Bombengeschädigt, kein Betrieb möglich |
| 1950, 3. Juni                | Celler Straße 96  | Postamt 5, Neueröffnung                |
| 1966, 14. November           | Celler Straße 96  | Postamt 35                             |

| Postamt 6 (Hagenring 37) – Postamt 36 (Jasperallee 40) |                 |                                        |
| Datum                                                  | Standort        | Bemerkung                              |
| 1912, 15. Mai                                          | Hagenring 87    | Frau Fricke                            |
| 1944, 15. Oktober                                      | Hagenring 37    | Bombengeschädigt, kein Betrieb möglich |
| 1944, November                                         | Korfesstraße 34 | versuchsweise eröffnet                 |
| 1946, 2. Dezember                                      | Korfesstraße 34 | Neueröffnung                           |
| 1947, 30. Oktober                                      | Korfesstraße 34 | das Zweigpostamt wurde geschlossen     |
| 1949, 5. Dezember                                      | Jasperallee 40  | Neueröffnung als Postamt 6             |
| 1966, 14. November                                     | Jasperallee 40  | Postamt 36                             |
| 1969, 29. Dezember                                     | Jasperallee 35a | Postamt 36                             |

Der dringend erforderliche Neubau eines Haupt-Postamtes wurde durch den Ersten Weltkrieg, die Inflation und die später einsetzende Wirtschaftskrise vereitelt.
Bei der Umgestaltung des Landpostdienstes im Jahre 1881 wurden Posthilfstellen als neue untergeordnete Gattung von Postanstalten zur Unterstützung des Landpostdienstes geschaffen.
Mit der Zunahme des Postverkehrs auf dem Lande schuf die Verwaltung im Jahre 1923 eine neue Klasse von Postagenturen, die sog. Postagenturen mit einfacherem Betrieb.
Die Klasseneinteilung der Postämter wurde im Amtsblatt vom 25. Juli 1924 (Verf. 470) aufgehoben. An ihre Stelle trat eine Unterscheidung in Ämter mit größerem, mittlerem und geringem Geschäftsaufkommen, entsprechend dazu die Besoldungsgruppen ihrer Amtsvorsteher.
Zur Verbesserung und Vereinfachung des Postbetriebes in den Städten wandelte die Verwaltung selbständige Stadtpostanstalten in Zweigpostämter um.
Seit dem 1. April 1927 wurden Poststellen eingerichtet. Sie führten anfangs Gummistempel in rechteckiger Form mit der Ortsbezeichnung der Poststelle und als Zusatz den Namen des Leitpostamts und dem weiteren Zusatz „LAND“. Sie dienten normalerweise nicht zur Entwertung. Sie waren neben die Freimarke auf die Postsendung zu setzen. Nur wenn ein Brief im Ortszustellbereich seiner Poststelle blieb, erhielt die Marke den Abschlag des Gummistempels. Diese Stempel waren nicht genormt.
Daneben bestanden noch „Poststellen II Stadt“ zur Verbesserung der Auflieferungsmöglichkeiten in den Außenbezirken der Großstädte. Im Stempel führten sie die amtliche Bezeichnung des Postamts, dem sie zugeteilt waren, mit einem Großbuchstaben dahinter. Diese Poststellen bezettelten ihre Sendungen selbst.
Am 1. November 1928 wurden fünf Postannahmestellen eröffnet. Die Stadt-Annahmestellen führten je einen Gummistempel mit der Bezeichnung „Braunschweig“ und den fortlaufenden Zahlen 7 bis 10. Der Stempel der Land-Annahmestelle führte die Bezeichnung „Ölper / Braunschweig-Land“.
Die Stempel wurden im Januar 1929 geändert. Die Stempel führten jetzt die Bezeichnung „Braunschweig 1“. Zur Unterscheidung der Annahmestellen wurde der Zahl „1“ ein Großbuchstabe hinzugefügt. Der Stempel „Ölper / Braunschweig-Land“ wurde nicht verändert.

Poststellenstempel

Braunschweiger Stempel

1928 Rahmenstempel der Siegfriedstraße

1929 Einzeiler der Siegfriedstraße

Am 1. November 1928 wurden fünf Postannahmestellen eröffnet. Die Stadt-Annahmestellen führten je einen Gummistempel mit der Bezeichnung „Braunschweig“ und den fortlaufenden Zahlen 7 bis 10. Der Stempel der Land-Annahmestelle führte die Bezeichnung „Ölper / Braunschweig-Land“
| Poststelle II Stadt (Siegfriedstraße – Annahmepostanstalt) |                          |                                                     |
| Datum                                                      | Standort                 | Bemerkung                                           |
| 1928, 1. November                                          | Siegfriedstraße 67       | Rahmenstempel „Braunschweig 7“                      |
| 1929, Januar                                               | Siegfriedstraße 67       | Einzeiler-Stempel „Braunschweig 1 A“ Wilhelm Müller |
| 1929                                                       | Siegfriedstraße 100      | Erich Kieselhorst                                   |
| 1931                                                       | Mittelweg 137            | Theodor Staats                                      |
| 1939, 2. November                                          | Kielerstraße 15          | Frau Westphal (?)                                   |
| 1941                                                       | Wilhelmshavener Straße 6 | Frau Daum                                           |
| 1944, 15. Dezember                                         | Wilhelmshavener Straße   | geschlossen                                         |
| 1946, 1. Juli                                              | Beethovenstraße 66       | geschlossen                                         |

| Poststelle II Stadt (Riedestraße 2a – Annahmepostanstalt) |                         |                                               |
| Datum                                                     | Standort                | Bemerkung                                     |
| 1928, 1. November                                         | Riedestraße 2a          | Rahmenstempel „Braunschweig 8“, Paul Schrader |
| 1929                                                      | Riedestraße 2a          | Einzeiler-Stempel „Braunschweig 1 B“          |
| 1942                                                      | Riedestraße 2a          | Hedwig Schrader                               |
| 1949, 24. Januar                                          | Wolfenbüttler Straße 38 | Merkel                                        |
| 1952, 20. März                                            | geschlossen             |                                               |

| Poststelle II Stadt (Madamenweg 152 – Annahmepostanstalt) |                      |                                                  |
| Datum                                                     | Standort             | Bemerkung                                        |
| 1928, 1. November                                         | Madamenweg 152       | Rahmenstempel „Braunschweig 9“, Albert Rexhausen |
| 1929                                                      | Madamenweg 152       | Einzeiler-Stempel „Braunschweig 1 C“             |
| 1939                                                      | Altstadtring 29      | Richard Brandes                                  |
| 1944, 31. Dezember                                        | geschlossen          |                                                  |
| 1946, 24. Juni                                            | Madammenweg 152      | neu eröffnet                                     |
| 1946, 31. Dezember                                        | geschlossen          |                                                  |
| 1951, 16. März                                            | Hamburger Straße 211 | eröffnet, Papierwaren Holzhausen                 |
| 1951, 28. Dezember                                        | geschlossen          |                                                  |

| Poststelle II Stadt (Rudolfplatz 8 – Annahmepostanstalt) |                         |                                               |
| Datum                                                    | Standort                | Bemerkung                                     |
| 1928, 1. November                                        | Rudolfplatz 8           | Rahmenstempel „Braunschweig 10“, Hugo Brandes |
| 1929                                                     | Madamenweg 152          | Einzeiler-Stempel „Braunschweig 1 D“          |
| 1931                                                     | Roßstraße 1             | Koch, Karl                                    |
| 1934                                                     | Ernst-Amme-Straße 30    | Otte, Ewald                                   |
| 1938                                                     | Roßstraße?              | Otte, Berta                                   |
| 1946, 15. August                                         | Ernst-Amme-Straße 11/12 |                                               |
| 1947, 1. April                                           |                         | Poststelle I. Klasse, „Braunschweig 10“       |

Die Stempel wurden im Januar 1929 geändert. Die Stempel führten jetzt die Bezeichnung „Braunschweig 1“. Zur Unterscheidung der Annahmestellen wurde der Zahl „1“ ein Großbuchstabe hinzugefügt. Der Stempel „Ölper / Braunschweig-Land“ wurde nicht verändert.
| Poststelle II Land (Celler Heerstraße 30 – Annahmepostanstalt) |                      |                                                                 |
| Datum                                                          | Standort             | Bemerkung                                                       |
| vor 1888                                                       | Celler Heerstraße 34 | Posthilfsstelle zu Braunschweig 1                               |
| 1888, 28. April                                                | Celler Heerstraße 34 | Postagentur, Heinrich Duderstadt 1892, 1. August Jänicke        |
| 1923, 1. April                                                 | Celler Heerstraße 34 | Postagentur mit einfachem Betrieb                               |
| 1924, 1. Februar                                               | Dorfstraße 34        | Postagentur mit einfachem Betrieb Hermann Förster               |
| 1928, 1. November                                              | Celler Heerstraße 30 | Poststelle I. Otto Kassel 1939, 1. Juli Otto Kassel jun.        |
| 1934                                                           |                      | Ölper wurde eingemeindet                                        |
| 1939                                                           | Celler Heerstraße 30 | „Braunschweig – Ölper/über Braunschweig“                        |
| 1948                                                           | Celler Heerstraße 30 | Poststelle I. „Braunschweig – Ölper“                            |
| 1966, 14. November                                             | Celler Heerstraße 30 | „Braunschweig 16“, 1967, 1. Januar Christa Arnold (geb. Kassel) |
| 1976                                                           | Celler Heerstraße 30 | Poststelle I. „Braunschweig 12“                                 |
| 1947                                                           |                      | Poststelle I. Klasse                                            |
| 1948, 1. April                                                 |                      | Braunschweig 10                                                 |

Durch Amtsblatt No.47, Verfügung No.266, vom 26. Mai 1933 wurde die Form der Ortsbezeichnung geändert. Der Stempel enthielt nun die Ortsbezeichnung über Leitpostamt, also „…/über Braunschweig“.
Bei den Leitpostämtern (LPA) waren Landpoststellen eingerichtet worden. Ihre Aufgabe war es die Abfertigung der Post, den Bargeldverkehr, die Abrechnung und den Schriftwechsel mit den Poststellen zu führen. Sendungen von den Poststellen wurden erst bei diesen Landpoststellen postfertig gemacht, gebucht, bezettelt und gestempelt. Zu diesem Zwecke erhielten die Landpoststellen eigene Tagesstempel mit dem Zusatz „LAND“ zum Namen des Leitpostamts. Zunächst waren es Einkreisstempel in unterschiedlichen Formen mit der seit 1927 eingeführten 24-Stundenzählung. Nachdem die Post ab 1931 als Stempelnorm der Zweikreisstempel einführte, kamen nach und nach auch diese bei den Landpoststellen in Gebrauch. Bei größeren Leitpostämtern kamen auch Maschinenstempel zum Einsatz.
Am 1. Oktober 1937 traten die Richtlinien für die Bemessung von Leistungen bei der Deutschen Reichspost (Bemessungsrichtlinien) in Kraft. Ferner gab sie am 14. April 1938 Richtlinien für die Bewertung der Dienstposten im Bereich der DBP (Bewertungsrichtlinien) heraus. Infolge dieser Richtlinien wurden alle Dienststellen in zwei große Gruppen in Ämter und Amtsstellen aufgeteilt. Mit Amtsblatt No.56, Verfügung No.175 vom 6. Juni 1944 wurde die Einfügung der Postgebietsleitzahl in die Stempel vorgeschrieben. Da die Gummistempel nicht genormt waren, kam es zu einer Vielfalt an Formen und Größen.
Im Jahre 1939 wurde der Bau eines neuen Bahnhofs genehmigt. Dann kam der Zweite Weltkrieg und wieder das Ende der Bemühungen. Viele Dienststellen der Oberpostdirektion mussten in angemieteten Gebäuden und Räumen untergebracht werden. Durch Gebäudeschäden nach Luftangriffen in den letzten Kriegsjahren wurde die Unterbringung immer schwieriger.
| Postamt 9 (Südstadt) |                      |                                                            |
| Die „Südstadt“, ursprünglich „Südstadtsiedlung Mascheroder Holz“, entstand als eine der im 3. Reich errichteten Siedlungen in den Jahren 1936–1939 |                      |                                                            |
| Datum | Standort             | Bemerkung                                                  |
| 1937 | Hohenstaufenstraße 5 | Postagentur                                                |
| 1939 | Maurerweg 2          | Postagentur                                                |
| 1940 | Jagdstieg 2          | Postagentur                                                |
| 1941 | Dachsweg 11          | Postagentur, Martha Diekmann                               |
| 1947, 1. März | Dachsweg 11          | „Braunschweig 1 E“, Zweigpostamt „Braunschweig 9“          |
| 1947, 10. September | Korfesstraße 34      | „Braunschweig 1 E“ nach Schließung des PA 6                |
| 1950, 30. Juni | Korfesstraße         | „Braunschweig 1 E“, inzwischen PSt I. geschlossen          |
| 1959 | Karrenkamp 5–6       | Postamt 9                                                  |
| 1966, 14. November | Karrenkamp 5–6       | Postamt 39                                                 |
| 1970, 16. Februar | Steinsetzerweg 25    | Postamt 39, Wolfgang Schmidt 1. Juni 1986 Wolfgang Wursche |

| Postamt 7 (Siegfriedviertel)                                                       |                   |                                                                                             |
| Mit dem Siegfriedviertel entstand die erste geschlossene Siedlung von Braunschweig |                   |                                                                                             |
| Datum                                                                              | Standort          | Bemerkung                                                                                   |
| 1939, 8. Februar                                                                   | Nibelungenplatz 9 | Mietvertrag 8./13. Februar 1939                                                             |
| 1966, 14. November                                                                 | Nibelungenplatz 9 | Postamt 37, Mai 1971 Manfred Diebel 1. Januar 1979 Gerhard Wittnebe 1. Mai 1986 Erwin Wrede |
| 1999, Juli                                                                         | Nibelungenplatz 9 | geschlossen                                                                                 |

Mit Amtsblatt No.56, Verfügung No.175 vom 6. Juni 1944 wurde die Einfügung der Postgebietsleitzahl in die Stempel vorgeschrieben. Da die Gummistempel nicht genormt waren, kam es zu einer Vielfalt an Formen und Größen.

## Die Postanstalten der in den 1930er Jahren eingemeindeten Ortsteilen

Stempel der Postagentur Lehndorf

Stempel der Poststelle Rühme von 1929

Stempel von 1948

Die Gemeinde Veltenhof wurde im Jahre 1931 in die Stadt eingegliedert. 1934 folgten die Gemeinden Gliesmarode, Lehndorf, Melverode, Querum, Riddagshausen und Rühme. Außerdem entstanden in den dreißiger Jahren Ortsteile wie die „Gartenstadt“ Rüningen, die Siedlungen Lehndorf, Mascherode und am Lindenberg.
Während in den Gemeinden schon vor ihrer Eingliederung Poststellen bestanden, wurden in den neuen Ortsteilen Postannahmestellen oder Poststellen eingerichtet.
| Poststelle 15 (Veltenhof) |                     |                                   |
| Datum                     | Standort            | Bemerkung                         |
| 1895, 1. April            |                     | Postagentur, Hugo Brennecke       |
| 1923, 1. April            |                     | Postagentur mit einfachem Betrieb |
| 1949                      |                     | Stempel „Braunschweig-Veltenhof“  |
| 1966, 14. November        | Pfälzerstraße 40    | Poststelle I. Klasse 18           |
| 1971                      | Waller Weg 105      |                                   |
| 1976, 1. Januar           |                     | Poststelle I. Klasse 15           |
| 1983, 1. Oktober          | Unter den Linden 21 | Versorgung durch einen Postbus    |
| 1985                      | Pfälzerstraße 34    | Poststelle I. Klasse 15           |

| Postamt 12 (Gliesmarode) |                     | |
| Datum                    | Standort            | Bemerkung                                                                                            |
| 1900, 1. April           | Berliner Str. 13    | Postagentur, Wilhelm Cordes ab 1906 Meta Cordes                                                      |
| 1906, 30. Oktober        | Berliner Straße 110 | Paul Prahl                                                                                           |
| 1919, 25. Juni           | Berliner Straße 13  | Hermann Henkel ab 1919, 15. Februar Peggau ab 1920 Paula Henkel                                      |
| 1949                     |                     | Stempel „Braunschweig-Gliesmarode“                                                                   |
| 1964, 1. Oktober         | Berliner Str. 31    | Postagentur, Rudolf Berger                                                                           |
| 1966, 1. April           | Berliner Str. 31    | Postamt 12, Ernst-Dieter Nolte Siegmar Peschke, Erich Hinz                                           |
| 1966, 14. November       | Berliner Str. 31    | Postamt 42, 1970 Ursula Böttger ab 1979, 1. März Timm Haßelbring ab 1982, 16. April Bernd Kartheuser |
| 1993, 15. Oktober        |                     | geschlossen                                                                                          |

| Postamt 8 (Lehndorf) |                         | |
| Datum                | Standort                | Bemerkung                                                                                                 |
| 1897, 1. April       | Große Straße 26         | Postagentur, Friederich Wedderkopf ab 1904, 29. November Hermann Bosse ab 1929, 1. Oktober Willi Bergmann |
| 1937                 | Sulzbacherstraße 42     | Postagentur, Ferdinand Böhmer                                                                             |
| 1938                 | Sankt-Ingbert-Straße 26 | Postagentur, Fritz Piltz                                                                                  |
| 1940                 | Sankt-Wendel-Straße 25  | Postamt 8, Franz Kreisel, – Alvin Prätzer                                                                 |
| 1966, 14. November   | Sankt-Wendel-Straße 25  | Postamt 38, 1966, 1. August Hans Georg Strohschein                                                        |
| 1978, 1. November    | Sankt-Wendel-Straße 25  | Postamt 38, Helmut Wode                                                                                   |
| 2007                 | Sankt-Wendel-Straße 25  | Postplusfiliale                                                                                           |

| Poststelle 23 (Melverode) |                         |                                                |
| Datum                     | Standort                | Bemerkung                                      |
| 1914                      |                         | Posthilfsstelle, Bernhard Burchard             |
| 1929, 1. Oktober          | Leipziger Str. 46       | Postagentur, Max Helgermann                    |
|                           |                         | Poststelle II. Klasse, BS – Melverode/ü BS     |
| 1948, 1. Dezember         |                         | Poststelle I. Klasse, „Braunschweig-Melverode“ |
| 1953                      | In den langen Äckern 41 | Karl-Georg Ludwig                              |
| 1964, 1. März             | Leipziger Str. 46       | Poststelle I. 23, Christa Stoffregen           |
| 1966, 14. November        | Leipziger Str. 46       | Poststelle 22                                  |
| 1972, 31. Januar          | Leipziger Str. 46       | geschlossen, Versorgung durch Postamt Heidberg |

| Postamt 45 (Querum) |                   |                                                                                             |
| Datum               | Standort          | Bemerkung                                                                                   |
| 1889, 1. März       |                   | Posthilfsstelle, Heinrich Langheim vorher Brandes                                           |
| 1894, 1. Mai        |                   | Postagentur, Heinrich Langheim ab 1917 auf Sohn oder Frau ab 1919, 10. August W. Höbbelmann |
| 1920                | Eichhahnweg 6     | Postagentur, Gustav Gerecke                                                                 |
| 1929                | Zum Wiesental 2   | Postagentur „Braunschweig – Querum“, Gisela Horn                                            |
|                     |                   | Zweigpostamt (M)                                                                            |
| 1957, 1. Oktober    |                   | Zweigpostamt (K)                                                                            |
| 1959, 1. Oktober    | Westfalenplatz 14 | Postamt                                                                                     |
| 1966, 14. November  | Westfalenplatz 14 | Postamt 45, 1978, 19. Juni Elke-Ernestine Schwuchow                                         |
|                     |                   | Postplusfiliale                                                                             |

| Poststelle 19 (Riddagshausen) |                           |                                                 |
| Datum                         | Standort                  | Bemerkung                                       |
| 1889, 1. April                | Nehrkornweg               | Posthilfsstelle, Karl Grund                     |
|                               | Nehrkornweg, Kaffeegarten | Posthilfsstelle, Karl Grund                     |
| um 1900                       | Johanniterstraße 4        | Manegolds-Kaffee-Garten                         |
| 1914                          | Johanniterstraße 4        | Friederike Wöhlte                               |
| 1929, 1. Oktober              | Ebertallee 66             | Poststelle II. Klasse, Rolf Schünemann          |
| 1960, 15. Januar              | Ebertallee 59             | „Braunschweig-Riddagshausen“, Charlotte Brünner |
| 1963, 1. Januar               | Johanniterstraße 2        |                                                 |
| 1966, 14. November            | Johanniterstraße 2        | Poststelle I. 25                                |
| 1976, 1. Januar               | Johanniterstraße 2        | Poststelle I. 19, 1. Sept. 1982 Rita Müller     |
| 1985, 26. September           | Ebertalle 66              | Poststelle I. 19, Edith Lorenz                  |
| 1995, Mai                     | Ebertalle 66              | geschlossen                                     |

| Poststelle 16 (Rühme) |                     |                                                                  |
| Datum                 | Standort            | Bemerkung                                                        |
| 1887, 15. September   |                     | Posthilfsstelle Weiß                                             |
|                       | Osterbergstraße 12  | Heinrich Hintze                                                  |
| 1929, 1. Oktober      | Osterbergstraße 12  | Poststelle II. Klasse, Heinrich Hintze                           |
|                       | Osterbergstraße 2   | „Braunschweig – Rühme/über Braunschweig“, Paul Wedemeyer         |
| 1932, 1. April        | Gifhorner Straße 75 | Hermann Lages                                                    |
| 1939, 1. April        | Osterbergstraße 2   | Paul Wedemeyer                                                   |
| 1952, 1. April        | Gifhornerstraße 80  | Poststelle I. Klasse, Johann Mess                                |
| 1955, 8. August       | Mark-Twain-Straße 3 | Poststelle I. Klasse, Willi Voges 1957, 1. Februar Pauline Voges |
| 1961, 1. April        | Osterbergstraße 37  | Poststelle I. Klasse, Sonja Trelewsky                            |
| 1966, 14. November    | Osterbergstraße 37  | Poststelle I. 17                                                 |
| 1976, 1. Januar       | Osterbergstraße 37  | Poststelle I. 16                                                 |
| 1985, 1. April        | Osterbergstraße 37  | Birgit Neumann                                                   |
| 1985, 15. April       | Löhrstraße 17       | Poststelle I. 16. Juli 1988 Ingeborg Schlimme                    |
| 1993, 15. Oktober     | Löhrstraße 17       | geschlossen                                                      |

Am 1. Oktober 1937 traten die Richtlinien für die Bemessung von Leistungen bei der Deutschen Reichspost (Bemessungsrichtlinien) in Kraft. Ferner gab sie am 14. April 1938 Richtlinien für die Bewertung der Dienstposten im Bereich der DBP (Bewertungsrichtlinien) heraus. Infolge dieser Richtlinien wurden alle Dienststellen in zwei große Gruppen in Ämter und Amtsstellen aufgeteilt.
Mit Amtsblatt No.56, Verfügung No.175 vom 6. Juni 1944 wurde die Einfügung der Postgebietsleitzahl in die Stempel vorgeschrieben. Da die Gummistempel nicht genormt waren, kam es zu einer Vielfalt an Formen und Größen.
Im Jahre 1939 wurde der Bau eines neuen Bahnhofs genehmigt. Dann kam der Zweite Weltkrieg und wieder das Ende der Bemühungen. Viele Dienststellen der Oberpostdirektion mussten in angemieteten Gebäuden und Räumen untergebracht werden. Durch Gebäudeschäden nach Luftangriffen in den letzten Kriegsjahren wurde die Unterbringung immer schwieriger.
| Poststelle 22 (Lindenbergsiedlung) |                  |                                                       |
| Datum                              | Standort         | Bemerkung                                             |
| 1958, 20. Juni                     | Bunsenstraße 11a | Poststelle I. Klasse                                  |
| 1966, 14. November                 | Bunsenstraße 11a | Poststelle I. Klasse 15                               |
| 1976, 1. Januar                    | Bunsenstraße 11a | Poststelle I. Klasse 22, 1. April 1980 Ingeborg Helms |
| 1993, 15. Oktober                  | Bunsenstraße 11a | Geschlossen                                           |

### Bundespost
Mit dem Einmarsch der amerikanischen Truppen am 11. April 1945 in Braunschweig und der Besetzung des Hauptpostgebäudes kam der gesamte Postverkehr vorübergehend zum Erliegen.
In den Kriegsjahren waren viele Dienststellen zerstört worden, nur das Gebäude der Oberpostdirektion in der Friedrich-Wilhelm-Straße, das Postamt 7 am Nibelungenplatz und das Postamt 8 in der St.Wendel-Straße hatten den Krieg ohne nennenswerte Schäden überstanden.
Am 24. Mai 1945 wurden die Dienstgebäude der Post zur Wiedereinrichtung freigeben. Die zur Verfügung stehenden Gebäude waren nicht ausreichend um alle Dienststellen unterzubringen. So war die Oberpostdirektion im Jahre 1946 gezwungen, weitere Dienststellen in angemieteten Räumen, die über das ganze Stadtgebiet verstreut waren, unterzubringen.
Die Bundespost übernahm die Gliederung aus der Reichspostzeit.
| Poststelle 26 (Gartenstadt) |                 |                                                         |
| Datum                       | Standort        | Bemerkung                                               |
| 1939, 1. Januar             | Im Seumel 8     | Postannahmestelle „Braunschweig 1 F“                    |
| 1952, 1. Juni               | Am Turmsberg 23 | Postannahmestelle, Kurt Probst                          |
| 1957, 15. Oktober           |                 | Poststelle I. Klasse 14, 1. Januar 1974 Manfred Lüdecke |
| 1976, 1. Januar             |                 | Poststelle I. Klasse 26, Ingeborg Helms                 |
| 1980, 31. März              | Geschlossen     |                                                         |

| Postannahmestelle 1 G |                         |                                       |
| Datum                 | Standort                | Bemerkung                             |
| 1946, 5. Juli         | Humboldtstraße 6        | Postannahmestelle, „Braunschweig 1 G“ |
| 1947, 17. März        | Jasperallee 32          | „Braunschweig 1 G“                    |
| 1948, 31. August      | Geschlossen             |                                       |
| 1949, 21. Januar      | erneut Humboldtstraße 6 | Postannahmestelle „Braunschweig 1 G“  |
| 1949, 15. August      | Altewiekring 27a        | Schreibwaren Kindervater              |
| 1949, 31. Dezember    | Geschlossen             | Eröffnung PA 6 (Jasperallee)          |

| Postamt 44 (Kralenriede) |                |                                        |
| Datum                    | Standort       | Bemerkung                              |
| 1950, 1. Mai             | Kralenriede 76 | Poststelle II. Klasse, Fritz Nietsche  |
| 1950, 1. Dezember        | Kralenriede 76 | Poststelle I. Klasse                   |
| 1966, 14. November       | Kralenriede 76 | Postamt 44 1. Juni 1981, Artur Teubner |

In den Jahren bis 1955 wurden die Postämter 3, 4, 5 und 6 wieder eingerichtet und in der Pawelstraße das Postamt 10 sowie in der Salzdahlumer Straße das Postamt 11 neu eröffnet.
| Postamt 10 (Pawelstraße) |                |                                                    |
| Datum                    | Standort       | Bemerkung                                          |
| 1950, 16. November       | Pawelstraße 9  | Postamt 10, Ecke – Am Hohen Tore 3                 |
| 1966, 14. November       |                | Postamt 46                                         |
| 1971, 22. Dezember       | Blumenstraße 1 | Postamt 46, Achim Rückert ab 1979 Wolfgang Honroth |

| Postamt 11 (Salzdahlumer Straße) |                          |            |
| Datum                            | Standort                 | Bemerkung  |
| 1955, 6. Juni                    | Salzdahlumer Straße 193a | Postamt 11 |
| 1966, 14. November               | Salzdahlumer Straße 193a | Postamt 41 |
| 1993, 10. Oktober                | Geschlossen              |            |

| Postamt 13 (Hans Sommer Straße) |                      |                                            |
| Das Studentenpostamt            |                      |                                            |
| Datum                           | Standort             | Bemerkung                                  |
| 1958, 18. Dezember              | Hans Sommer Straße 6 | Postamt 13 (J), Kurt Bergmann              |
| 1966, 14. November              | Hans Sommer Straße 6 | Postamt 43, Manfred Mamat, Siegmar Peschke |
| 1999, Mai                       | Geschlossen          | Umwandlung in Agentur                      |

| Poststelle 21 (Mastbruch) |                   |                                         |
| Datum                     | Standort          | Bemerkung                               |
| 1961, 7. August           | Kuxbergstieg 2    | Poststelle II. Klasse, Brendel          |
| 1963, 1. Oktober          | Reitlingsstraße 7 | Poststelle II. Klasse 20, Herta Heydorn |
| 1966, 14. November        | Reitlingsstraße 7 | Poststelle II. Klasse 25,               |
| 1976 1. Januar            | Geschlossen       |                                         |

| Postamt 47 (Am Schwarzen Berge) |                      | |
| Datum                           | Standort             | Bemerkung |
| 1964, 1. Juni                   | Jahnskamp 23         | Poststelle II. Klasse 24, Lotte Winninger                                                                            |
| 1966, 14. November              | Jahnskamp 23         | Poststelle II. Klasse 23                                                                                             |
| 1972, 1. November               | Am Schwarzen Berge 1 | Postamt 47, Ursula Böttger ab 1977 Manfred Grotewohl ab 1982, 12. Oktober Jörg Adel ab 1986, 1. April Kornelia Opitz |
| 1993, 15. Oktober               | Geschlossen          | |

| Postamt 32 (Heidberg) |                     |                                                           |
| Datum                 | Standort            | Bemerkung                                                 |
| 1964, 1. März         | Hallestraße 51      | Poststelle I. Klasse, Karl Georg Ludwig                   |
| 1965, 31. Dezember    | Geschlossen         |                                                           |
| 1966, 14. November    | Wittenbergstraße 12 | Postamt 32, Rudolf Berger                                 |
| 1971, 1. Juni         | Jenastieg 18        | Postamt 32, Dieter Koch ab 1986, 1. Juni Wolfgang Schmidt |

Am 1. Januar 1959 wurde eine Neuordnung der „Richtlinien über die Organisation der Postämter (V)“ erlassen. Bei den Postämtern unterschied man nun zwischen dem Postamt mit Verwaltungsdienst – Postamt (V) – und dem Postamt.
Nach Inkrafttreten der Organisationsrichtlinien haben die Oberpostdirektionen diese Neugliederung unterschiedlich schnell durchgeführt. Große Bedeutung hat diese Organisationsform auch für die Vergabe von Postleitzahlen. Die im Zusammenhang mit der Einführung dieser Leitzahlen verwendeten Bezeichnungen wie Leitpostamt, Bereichsknotenamt usw. haben aber mit der Stellung der Postanstalt innerhalb des Organisationsgefüge nur bedingt zu tun.
Am 16. April 1959 wurde der Grundstein für eines der modernsten Postämter in der Bundesrepublik am Bahnhof in Braunschweig gelegt. Mit fortschreitender Fertigstellung der Bauabschnitte konnten 1960 bereits die ersten Dienststellen in dem neuen Gebäude am „Berliner Platz“ untergebracht werden.
Sämtliche Braunschweiger Poststellen und Postämter erhielten am 14. November 1966 neue postamtliche Bezeichnungen. So wurde das Postamt am Bahnhof „Braunschweig 1“ und das Postamt in der Friedrich-Wilhelm-Straße „Braunschweig 31“.
Mit der Einführung der Postleitzahlen 1961 wurden die Gummistempel durch normale Tagesstempel auch bei den Poststellen II ersetzt. Die Umstellung war aber durch die Überlastung der Stempelhersteller nicht so schnell möglich und so wurde mit Verfügung vom 13. April 1962 angeordnet die alten Gummistempel durch Gummistempel mit neuer Postleitzahl zu ersetzen. Diese Stempel wurden vom Posttechnischen Zentralamt in Darmstadt genormt. Die Auswechselung dieser Stempel gegen Metallstempel wurde im Laufe der Jahre 1963/64 durchgeführt.
| Postamt 34 (Broitzemer Straße) |                       |                                             |
| Datum                          | Standort              | Bemerkung                                   |
| 1970, 20. Oktober              | Broitzemer Straße 149 | Postamt 34 (J)                              |
| 1971                           | Traunstraße 2         | Postamt 34, 1979, 11. Mai Edmund Habenstein |

### Eingemeindung von 1974

Stempel der Poststelle Hondelage von 1935

Stempel der Poststelle Hondelage von 1956

Stempel der Poststelle Rautheim von 1931

1936, die Existenz dieser Poststelle II. Klasse ist lediglich durch diesen Stempel belegt

So stempelte man 1957 bei der Poststelle in Stiddien

Unterschiedliche Stempelformen und Inschriften aus dem Lager

Beschwerdebrief, gestempelt „Thune/Braunschweig-Land“ und Eingangsstempel des zuständigen Postamts 1 sowie eine Postkarte von 1960

So stempelte man 1933 in Timmerlah

Seltener Stempel

1935 Volkmarode

Unterschiedliche Poststellenstempel aus Waggum

Am 1. März 1974 kommt es zu einer Gebietsänderung, in die Stadt Braunschweig werden eingemeindet: Bevenrode, Bienrode, Broitzem, Dibbesdorf, Geitelde, Harxbüttel, Hondelage, Lamme, Leiferde, Mascherode, Rautheim, Rüningen, Schapen, Stiddien, Stöckheim, Thune, Timmerlah, Völkenrode, Volkmarode, Waggum, Watenbüttel, Wenden, die gemeindefreien Gebiete Buchhorst und Querum sowie Flurstücke von Klein Schöppenstedt und Weddel.
| Bevenrode         |                     | |
| Datum             | Standort            | Bemerkung |
| 1889, 1. April    |                     | Posthilfsstelle unterstellt Wenden, Lütge |
| 1912, 1. Mai      | Grasseler Straße 85 | Posthilfsstelle unterstellt Querum, Georg Sammann 1914 Posthilfsstelle Gastwirt Franz Redemann                                                               |
| 1929, 1. Oktober  | Grasseler Straße 79 | Poststelle II. Klasse, Heinrich Redemann 1. Januar 1930 Frieda Samman 1. Mai 1931 Heinrich Redemann 1. März 1929 Heinrich Karwehl 1. Juli 1942 Grete Karwehl |
| 1950, 1. November | Grasseler Straße 87 | Poststelle II. Klasse, Kurt Kämpfer 1. Mai 1962 Margarete Kämpfer                                                                                            |
| 1975, 31. Mai     | geschlossen         | |

| Postamt 59 (Bienrode) |                  | |
| Datum                 | Standort         | Bemerkung |
| 1891, 1. Februar      |                  | Posthilfsstelle zu Flechtorf Gastwirt Fritz Mesecke 1. Oktober 1929 Richard Mesecke 10. Oktober 1929 Martha Bertram |
| 1933, 23. März        | Altmarkstraße 27 | Poststelle II. Klasse, Hermann Bertram                                                                              |
| 1938                  | Altmarkstraße 27 | Poststelle II. Klasse, Helene Bertram 13. Juli 1947 Helene Stelter 3. August 1950 Helmut Gander                     |
| 1954, 1. Januar       | Scharenkamp 4    | Poststelle II. Klasse, Fritz Müller                                                                                 |
| 1957, 15. Januar      | Scharenkamp 4    | Poststelle I. Klasse, Ingeborg Oppermann, geb. Müller                                                               |
| 1964, 2. Dezember     | Scharenkamp 4    | Poststelle I. Klasse, unbesetzt                                                                                     |
| 1965, 1. März         | Pappelallee 5    | Postamt, Otto Reichel                                                                                               |
| 1976, 1. Januar       | Pappelallee 5    | Postamt 59, Frank Daubner                                                                                           |

| Postamt 68 (Broitzem)                                              |                    |                                                  |
| 1919 wurde am Flughafen Broitzem eine Posthilfsstelle eingerichtet |                    |                                                  |
| Datum                                                              | Standort           | Bemerkung                                        |
| 1888                                                               |                    | Postagentur, Emil Brandes ab 1901 Georg Fuhrmann |
| 1903, 1. September                                                 | Steinweg 10        | Postagentur                                      |
| 1919                                                               | Flugplatz Broitzem | Posthilfsstelle                                  |
| 1930                                                               | Brinkstraße 5      | Poststelle II. Klasse, Heinrich Strube           |
| 1945, 1. Februar                                                   | Steinweg 11        | Poststelle I. Klasse, Ursula Beyer               |
| 1971, 1. Februar                                                   | Steinbrink 4       | Postamt, Hans-Dieter Steinbrink                  |
| 1976, 1. Januar                                                    | Steinbrink 4       | Postamt 68, Hans-Joachim Georg                   |

| Poststelle 17 (Dibbesdorf) |                  |                                                                    |
| Datum                      | Standort         | Bemerkung                                                          |
| 1883, 24. Mai              |                  | Posthilfsstelle unterstellt Querum, Fricke 1914 Friedrich Kersten  |
| 1929                       | Am Markt 4       | Poststelle II. Klasse, Willi Kresse ab 1948, 5. Juli Margit Kresse |
| 1955, 1. Oktober           | Im Holzwinkel 4  | Gerda Nitsche                                                      |
| 1961, 1. Oktober           | Wendhäuser Weg 7 | Poststelle II. Klasse, Ingrid Mieter                               |
| 1964, 1. März              |                  | Poststelle I. Klasse                                               |
| 1976, 1. Januar            |                  | Poststelle I. Klasse 17                                            |
| 1977, 1. Juli              | Vor dem Dorfe 5  | Eleonore Plönnigs                                                  |
| 1981, 1. September         | Vor dem Dorfe 2  | Poststelle I. Klasse 17, Heidi Heidenreich                         |
| 1986, 1. Dezember          | Vor dem Dorfe 12 | Poststelle I. Klasse 17, Petra Stolze                              |
| 1993, 10. Oktober          | Geschlossen      |                                                                    |

| Poststelle 24 (Geitelde) |                        | |
| Datum                    | Standort               | Bemerkung                                                                                                 |
| 1900                     |                        | Posthilfsstelle zu Leiferde 1905 zu Thide?                                                                |
| 1933, 16. November       |                        | Poststelle I, wird durch Landkraftpostkurs von Wolfenbüttel aus versorgt                                  |
| 1943, 21. Februar        | Steinberger Straße 11a | Poststelle II, des PA Braunschweig 28. Oktober 1944 Else Barz                                             |
| 1970, 1 Juli             | Emma-Kraume-Straße 15  | Poststelle II. Klasse, Erika Firl                                                                         |
| 1976, 1. Januar          |                        | Poststelle II. Klasse 24                                                                                  |
| 1986, 1. Juli            |                        | Poststelle II. Klasse 24, Petra Firl                                                                      |
| 1995, 21. November       | Geitelder Straße 26    | Postagentur Heide Schönwald                                                                               |
| Geitelde Wohnlager       |                        | |
| 1941, 21. Juli           |                        | Poststelle II. Klasse, Ella Buchmann 1. Mai 1942 Hedwig Sierleja 1. Oktober 1942 Friedrich Wilhelm Seeger |
| 1943, 20. März           | geschlossen            | |

| Harxbüttel         |                      |                                                                                                   |
| Datum              | Standort             | Bemerkung                                                                                         |
| 1910, 14. April    | Lagesbüttlerstraße 2 | Hermann Schaper 1914 Friedrich Reichelmann                                                        |
| 1929 1. Oktober    |                      | Poststelle II. Klasse, Fritz Weber 10. Oktober 1929 Gastwirt Robert Schaper                       |
| 1937, 1. April     | (Dorfstraße)         | Poststelle II. Klasse, Heinrich Lilie ab 1963, 1. Mai Alwine Lillie ab 1. November Johanna Lillie |
| 1966, 31. Oktober  | (Dorfstraße)         | Poststelle II. Klasse, Johanna Lilie                                                              |
| 1974, 17. November | Geschlossen          |                                                                                                   |

| Postamt 62 (Hondelage) |                | |
| Datum                  | Standort       | Bemerkung |
| 1886, 21. April        | Schaftrift 2   | Posthilfsstelle, Herr Brandes                                                                                                   |
| 1929, 1. Oktober       | Dammstraße 8   | Posthilfsstelle, Luise Meierhoff                                                                                                |
| 1947                   | Dammstraße 8   | Poststelle II. Klasse, Luise Meierhoff                                                                                          |
| 1962, 1. Oktober       | Tiefe Straße 4 | Poststelle I. Klasse, Elfriede Goes                                                                                             |
| 1972, 1. Oktober       | Tiefe Straße 4 | Postamt, Walter Wrehde ab 1974, 1. Oktober Detlef Schley                                                                        |
| 1976, 30. Januar       | Ackerweg 1 f   | Postamt 62, Bernd Kartheuser ab 1982, 16. April Ekkehard Lüer ab 1984, 1. Februar Sabine Lampe ab 1985, 24. Juni Ulrich Stender |

| Poststelle 11 (Lamme) |                                |                                                        |
| Datum                 | Standort                       | Bemerkung                                              |
| 1897, 1. April        | Gaststätte „Pattrup“?          | Posthilfsstelle zu Lehndorf 1914 Wwe. Sophie Behrens   |
| 1923                  | Gaststätte „Peine-Paris-Lamme“ | Posthilfsstelle, Emma Neddermeyer                      |
| 1929, 1. Oktober      | später Backhausweg             | Poststelle II. Klasse                                  |
| 1948, 1. März         | Neuer Weg, später Backhausweg  | Poststelle II. Klasse, Gertrud Geismar                 |
| 1960, 1. Februar      | Pappelweg 1                    | Poststelle I. Klasse, Elfriede Brathering              |
| 1976, 1. Januar       | Pappelweg 1                    | Poststelle I. Klasse 11, 1979, 1. November Rosa Scholz |
| 1980, 1. September    | Neudammstr. 11                 | Poststelle I. Klasse 11                                |
| 1995, November        | Geschlossen                    |                                                        |

| Poststelle 23 (Leiferde) |                      | |
| Datum                    | Standort             | Bemerkung |

Stempel der Poststelle Lamme von 1937

Stempel der Poststelle Lamme von 1948

| 1891                     | 1897 Bahnhofstraße 7 | Postagentur, Hermann Bertram ab 1892 August Schaumann ab 1897 Heinrich Behrens Zustellung durch Briefträger Haase von Rüningen aus |
| 1926, 1. April           | Bahnhofstraße 13     | Poststelle II. Klasse, Erich Thiemann 10. Mai 1946 Erich Hopert                                                                    |
| 1950, 1. Mai             | Bahnhofstraße 7      | Poststelle I. Klasse, Heinrich Behrens 1. Juni 1952 Hanna Bosse geb. Behrens                                                       |
| 1976, 1. Januar          | Bahnhofstraße 7      | Poststelle I. Klasse 23 1. April 1981 Ingeborg Helms                                                                               |

| Postamt 65 (Mascherode) |                         |                                        |
| Datum                   | Standort                | Bemerkung                              |
| 1933                    | Am Steintore 6          | Else Hoffmann                          |
| 1936, 1. November       | Alter Rautheimer Weg 3  | Hildegard Jasper                       |
| 1940, 1. Oktober        | Am Kalkwerk 15          | Anna Sievers                           |
| 1946, 1. August         | Alter Rautheimer Weg 63 | Poststelle I. Klasse, Hildegard Jasper |
| 1959, 1. Januar         | Landwehrstr. 24         | Postamt, Marga Pahlke                  |
| 1972, 1. September      | Alter Rautheimer Weg 24 | Postamt, Klaus-Dieter Schulze          |
| 1976, 1. Januar         | Alter Rautheimer Weg 24 | Postamt 65                             |

| Postamt 64 (Rautheim) |                         |                                                                                            |
| Datum                 | Standort                | Bemerkung                                                                                  |
| 1899, 1. April        | Am Stadtwege            | Postagentur, später Gaststätte „New York“, Alfred Brandes                                  |
| 1902                  | Braunschweiger Straße 5 | Postagentur, Heinrich Knopf                                                                |
| 1911, 29. September   | Mühlentrift 2           | Postagentur, Wilhelm Pilz                                                                  |
| 1923, 1. April        | Mühlentrift 2           | Postagentur mit einfachem Betrieb                                                          |
| 1944, 22. April       | Mühlentrift 2           | Bombengeschädigt                                                                           |
| 1944, 25. April       | Zum Ackerberg           |                                                                                            |
| 1946                  | (Hauptstraße)           | Poststelle II. Klasse, 1946 Friedrich Schlubohm ab 1954 Ida Schlutbohm                     |
| 1955                  |                         | Poststelle I. Klasse, Margarete, Dölle                                                     |
| 1961, 1. Oktober      | Paxmannstraße           | Postamt, Karl-Heinz Wilke ab 1963, 2. Mai Manfred Mamat                                    |
| 1968, 21. Oktober     | Gemeindestraße 2        | –1971, 14. Juni Günter Schmidt                                                             |
| 1976, 1. Januar       |                         | Postamt 64, 1978, 16. Januar Heinz-Dieter Mönkenmeyer ab 1986, 14. Dezember Thomas Ebeling |

| Postamt 67 (Rüningen) |                   |                                                                                                 |
| Datum                 | Standort          | Bemerkung                                                                                       |
| 1900                  |                   | Postagentur, 1900 Haase war Briefträger ab 1927 Bock, Frankfurter Straße 3 ab 1942 Albert Busse |
| 1942                  |                   | Poststelle                                                                                      |
|                       | Am Westerberge 54 | Poststelle (Weststraße)                                                                         |
| 1947, 15. August      | Am Westerberge 54 | „Rüningen über Braunschweig“, Ernst Brüningk                                                    |
| 1964, 1. Oktober      | Zollkamp 2 a      | Postamt, Kurt Harenberg ab Mai 1975 Ernst-Dieter Mönkemeyer                                     |
| 1976, 1. Januar       | Zollkamp 2 a      | Postamt 67                                                                                      |

| Poststelle 18 (Schapen) |                  | |
| Datum                   | Standort         | Bemerkung |
| 1905                    |                  | Posthilfsstelle Zustellung von Weddel, Gastwirt Friedrich Schäfer ab 1927 Gaststätte „Schäfersruh“ Dietrich Knief, Schwiegersohn |
| 1929                    | Schapenstraße 13 | Posthilfsstelle, Hogo Knopf |
| 1944, 26. Juni          | Hauptstraße 13?  | Poststelle II. Klasse, Martha Knopf                                                                                              |
| 1957, 15. Juni          |                  | Poststelle I. Klasse, 1966, 14. November Gisela Lindmüller                                                                       |
| 1971                    | Am Lindenberg 1  | |
| 1976, 1. Januar         | Am Lindenberg 1  | Poststelle I. Klasse 18 |
| 1993, 15. Oktober       | Geschlossen      | |

| Poststelle 28 (Stiddien) |                    |                                             |
| Vom 1. Dezember 1940 bis zum 15. April 1942 gab es im Unterkunftslager Stiddien ein Poststelle II. Klasse, geleitet von Hermann Bräutigam |                    |                                             |
| Datum | Standort           | Bemerkung                                   |
| 1903, 1. September |                    | Posthilfsstelle unterstellt Broitzem        |
| 1929, 1. April | Obere Dorfstraße 1 | Poststelle II. Klasse, Helene Stüwig        |
| 1965, 1. Mai | Krokusweg 6        | Poststelle II. Klasse 28, Monika Kesselring |
| 1976, 28. Februar | Geschlossen        |                                             |

| Postamt 66 (Stöckheim (Klein – Stöckheim))         |                         |                                                   |
| Vor 1900 hat es schon eine Posthilfsstelle gegeben |                         |                                                   |
| Datum                                              | Standort                | Bemerkung                                         |
| 1914                                               | Gasthaus Großes Weghaus | Posthilfsstelle, Hermann Lambrecht                |
| 1929, 1. Oktober                                   | Gasthaus Großes Weghaus | Posthilfsstelle, Walter Lambrecht                 |
| 1930, 1. Januar                                    | Albertstraße 7          | Poststelle II. Klasse, Erich Klie                 |
| 1945, 1. November                                  | Dorfstraße 9            | Poststelle II. Klasse, Ida Karas                  |
| 1949, 1. Februar                                   |                         | Poststelle I. Klasse                              |
| 1957, 1. Dezember                                  | Leipziger Straße 3      | Zweigpostamt (M), Bäckerei Turscheck              |
| 1959, 13. März                                     | Albertstraße 10         | Postamt (L),                                      |
| 1969, 1. April                                     |                         | Edmund Habenstein                                 |
| 1976, 1. Januar                                    |                         | Postamt 66, 1979 Otto Walkerling ab 1981 E. Mazur |
| 1999, September                                    |                         | Filiale, Wolfgang Wurche                          |

| Poststelle 27 (Thune) |                          |                                                                            |
| Datum                 | Standort                 | Bemerkung                                                                  |
| 1910, 14. April       | Gaststätte, Willi Peters | Posthilfsstelle unterstellt Wenden                                         |
| 1931                  | Meinestraße 12           | Posthilfsstelle, Robert Wichmann                                           |
| 1945, 1. Oktober      | Am Grefenhoop 8          | Poststelle II. Klasse, Friedrich Peyse ab 1947, 27. April Marianne Zerling |
| 1976, 1. Januar       |                          | Poststelle II. Klasse 27                                                   |
| 1993, 15. Oktober     | Geschlossen              |                                                                            |

| Poststelle 25 (Timmerlah) |                    |                                           |
| Datum                     | Standort           | Bemerkung                                 |
| 1903, 1. September        | Gaststätte „Lages“ | Posthilfsstelle, Heinrich Lages           |
| 1938                      | Nettlingskamp 13   | Poststelle II. Klasse, Ida Lüddecke       |
| 1941                      | Nettlingskamp 10   | Poststelle II. Klasse, Auguste Mohrmann   |
| 1948, 1. Dezember         | Nettlingskamp 10   | Poststelle I. Klasse, Otto Mohrmann       |
| 1967, 1. Oktober          |                    | Poststelle II. Klasse 25, Helmut Maasberg |
|                           | 1976, 1. Januar    | Poststelle II. Klasse 25                  |

| Poststelle 13 (Völkenrode) |                       | |
| In Völkenrode gab es je eine Poststelle II. Klasse für das „Gemeinschaftslager Forschungsanstalt“ und für die „LandwirtschaftlicheForschungsanstalt“ |                       | |
| Datum | Standort              | Bemerkung                                                                                               |
| 1887, 1. September | Pöttgerbrink 50       | Posthilfsstelle, Marie Fricke                                                                           |
| 1947, 1. März | Peiner Straße 120     | Poststelle II. Klasse, Helene Kaufmann, Minna Schwarz, Lotte Schachel                                   |
| 1965, 1. Oktober | In den Wiesen 13      | Poststelle I. Klasse, Bärbel Kampmann ab 1971 Ruth Wilke                                                |
| 1976, 1. Januar |                       | Poststelle I. Klasse 13                                                                                 |
| 1977, 30. November | Geschlossen           | |
| Gemeinschaftslager Forschungsanstalt über Braunschweig                                                                                               |                       | |
| 1937, 28. Juni | Im Wirtschaftsgebäude | Poststelle II. Klasse, Karl Bartz ab 1939 Karl Pfeiffer ab 1941 Adolf Fink ab 1942 Annelise von der Bey |
| 1945, 1. Juni | Geschlossen           | |
| Landwirtschaftliche Forschungsanstalt Braunschweig                                                                                                   |                       | |
| 1949, 5. Mai | Im Verwaltungsgebäude | Poststelle II. Klasse, Christel Leske, Marianne Stendel, 1951 Ernst Kassel, Tilly Schönerstedt          |
| 1952, 16. März | Im Verwaltungsgebäude | Poststelle I. Klasse                                                                                    |
| 1971, 31. Dezember | Geschlossen           | Ursula Maaß                                                                                             |

| Postamt 63 (Volkmarode) |                |                                               |
| Datum                   | Standort       | Bemerkung                                     |
| 1883, 1. Mai            |                | Posthilfsstelle, Carl Eickenberg, E. Schönian |
| 1969, 1. April          | Im Remenfeld 5 | Postamt, 3301 neu eingerichtet                |
| 1976, 1. Januar         |                | 3301 Postamt 63                               |
| 1999, 14. Juni          | Geschlossen    |                                               |

| Postamt 61 (Waggum)                                             |                                             |                                                  |
| Von 1936 bis 1938 befand sich auf dem Flughafen eine Poststelle |                                             |                                                  |
| Datum                                                           | Standort                                    | Bemerkung                                        |
| 1912, 1. Mai                                                    | „Zum Grünen Wald“, später „Im Schühfeld 13“ | Posthilfsstelle, Erwin Jordan, Ernst Weber       |
| 1935                                                            | Heinrichstraße 13?                          | Otto Lilie                                       |
| 1945                                                            | Bienroder Straße 18                         | Poststelle II. Klasse, Otto Behrens              |
| 1957, 15. Juli                                                  | Bienroder Straße 18                         | Poststelle I. Klasse, Ursula Schmitz             |
| 1971, 1. Juni                                                   |                                             | Postamt Waggum                                   |
| 1976, 1. Januar                                                 |                                             | Postamt 61, 1981, 1. September Hans-Peter Staack |
| Flughafen Waggum                                                |                                             |                                                  |
| 1936, 15. Juni                                                  | Poststelle                                  | „Waggum Flughafen/über Braunschweig“             |
| 1938, 20. Dezember                                              | Flugende am 26. August 1939                 | Geschlossen                                      |

| Postamt 69 (Watenbüttel) |                       |                                                          |
| Datum                    | Standort              | Bemerkung                                                |
| 1887, 1. September       |                       | Posthilfsstelle, Heinrich Behrens ab 1900 Gustav Behrens |
| 1910, 1. November        | Peiner Straße         | Postagentur, Berta, später Friedrich Neddermeyer         |
| 1952, 1. Mai             | Am Grasplatz 2        | Poststelle II. Klasse, Martin Mäder                      |
| 1958, 1. November        | Am Grasplatz 2        | Poststelle I. Klasse, Elfriede Mäder                     |
| 1972, 1. Oktober         | Celler Heerstraße 302 | Poststelle I. Klasse, Ingeborg Helms                     |
| 1976, 1. Januar          |                       | Poststelle I. Klasse 14                                  |
| 1977, 1. Dezember        | Peiner Straße 10      | Postamt 69                                               |

| Postamt 58 (Wenden) |                      |                                                                     |
| Datum               | Standort             | Bemerkung                                                           |
| 1887, 1. September  | Gaststätte Karl Bark | Postagentur, Heinrich Lillie                                        |
| 1896                | Alter Postweg 1      | Postagentur, Fritz Hoppmann                                         |
| 1907                | (Ackerweg)           | Postagentur, Karl Hansen ab 1910 Keunecke ab 1918 Karl Barke        |
| 1920, 20. Dezember  | Hauptstraße 30       | Postagentur, Otto Hennecke                                          |
| 1939, 1. April      | Hauptstraße 30       | Poststelle I. Klasse                                                |
| 1939, 1. Juli       | Hauptstraße 30       | Postamt                                                             |
| 1946                | Alter Postweg 1      | Zweigpostamt (J), Arnold Krügener ab 1970, 1. April nach (H)        |
| 1962, 15. Dezember  | Veltenhöfer Straße 3 | Zweigpostamt (J)                                                    |
| 1970, 1. April      | Veltenhöfer Straße 3 | Postamt (J), 1970, 1. April nach (H) ab 1974, 1. März Walter Wrehde |
| 1976, 1. Januar     | Veltenhöfer Straße 3 | Postamt 58                                                          |